# Lingua ambonese
L'ambonese (in inglese spesso Ambonese Malay) è una lingua creola di origine malese parlata sull'isola di Ambon nelle isole Molucche dell'Indonesia orientale. Fu portato per la prima volta dai commercianti dell'Indonesia occidentale, poi sviluppato quando la Compagnia olandese delle Indie orientali colonizzò le isole Molucche e fu usato in seguito come strumento dai missionari nell'Indonesia orientale. Il malese è stato insegnato nelle scuole e nelle chiese di Ambon, e per questo è diventato una lingua franca ad Ambon e dintorni.
I locutori di fede cristiana usano l'ambonese malese come lingua madre, mentre i musulmani lo parlano perlopiù come seconda lingua poiché hanno una loro lingua. I musulmani sull'isola di Ambon vivono in particolare in diverse aree della città di Ambon, dominante nelle penisole di Salahutu e Leihitu. Mentre nelle isole Lease, la comunità cristiana di lingua ambonese è dominante in alcune parti delle isole Haruku, Saparua e Nusa Laut. L'ambonese malese è diventato lingua franca anche a Buru, Ceram, Geser, Gorom e nelle Molucche sud-occidentali, come le isole Banda, anche se con accenti diversi.
Sebbene originariamente derivato dal malese, l'ambonese malese è stato fortemente influenzato dalle lingue europee (olandese e portoghese), nonché dai vocabolari o dalle strutture grammaticali delle lingue indigene. È famoso per il suo accento melodioso. Musulmani e cristiani tendono a fare scelte diverse nel vocabolario. Il Papuan Malay, un creolo malese parlato nella parte indonesiana della Nuova Guinea, è strettamente imparentato con l'Ambonese Malay e si dice che sia un derivato di Ambonese Malay o del Manado Malay o una miscela di entrambi. Secondo Robert B. Allen e Rika Hayami-Allen, le forme indonesiane orientali del malese hanno le loro radici nel malese delle Molucche settentrionali.
L'ambonese fa parte del cosiddetto sottogruppo "Trade Malay" del cosiddetto gruppo "malese" del ramo maleo-polinesiano delle lingue austronesiane.
Sembra che il malese di Ambon derivi da quello di Sabah (a nord del Borneo), di cui avrebbe mantenuto tratti arcaici. Si è poi adattato alle lingue vernacolari delle Molucche centrali.
Grimes (1988, 1991) e Holm (1989: 581–583) considerano l'Ambon Malay un creolo malese.